# Deutsche Fußballmeisterschaft 1904/05
Die dritte Deutsche Fußballmeisterschaft fand vom 9. April bis zum 11. Juni 1905 statt. Nach der abgebrochenen Meisterschaft im Vorjahr wurde mit Union 92 Berlin erstmals seit zwei Jahren wieder ein neuer Meister gekürt. Das Finale gegen den Karlsruher FV in Köln wurde 2:0 gewonnen.
Sichtbar wurden in diesem Jahr die finanziellen Schwierigkeiten, unter denen die Fußballvereine litten. Zwei Mannschaften (Schlesien Breslau und überraschend der seit 1903 amtierende Meister VfB Leipzig) verzichteten aufgrund zu hoher Reisekosten auf ihre Begegnungen. Der Spielausschuss des Deutschen Fußball-Bunds war auf dergleichen nicht vorbereitet und reagierte jeweils mit Neuansetzungen, die den Ablauf unübersichtlich machten und dazu führten, dass statt vier nur drei Vereine im Halbfinale standen. Die Kosten der Endrunde wurden, bisher vom DFB finanziert, auf die Verbände übertragen und waren letztendlich von den Vereinen oder den Platzbesitzern selbst zu finanzieren.

## Teilnehmer
Dem DFB gehörten am 21. Mai 1905 erst 262 Vereine als Mitglied an. Die Runde brachte einen neuen Teilnehmerrekord; zehn regionale Verbände meldeten ihre Meister für eine Teilnahme. Wie in den beiden Jahren zuvor war auch diesmal jeweils der Meister der dem DFB angeschlossenen Lokal- und Regionalverbände teilnahmeberechtigt. Als elfter Verein sollte der Titelverteidiger hinzukommen, der jedoch verzichtete. Diese hohe Zahl an Teilnehmern und die großen Leistungsunterschiede veranlassten den DFB, vor dem Viertelfinale eine Ausscheidungsrunde der vermeintlich schwächeren Verbandsvertreter durchzuführen. Das Neutralitätsgebot der Austragungsorte wurde in dieser Spielzeit, nach dem Skandal im Vorjahr, zum ersten Mal eingehalten.
| Verein                      | Qualifiziert als                                         |
| SC Schlesien Breslau        | Meister des Verbandes Breslauer Ballspiel-Vereine        |
| SC Alemannia Cottbus        | Meister des Verbandes Niederlausitzer Ballspiel-Vereine  |
| Berliner TuFC Union 92      | Meister des Verbandes Berliner Ballspielvereine          |
| Dresdner SC                 | Meister des Verbandes Mitteldeutscher Ballspiel-Vereine  |
| VfB Leipzig                 | Titelverteidiger                                         |
| Magdeburger FC Viktoria 96  | Meister des Verbandes Magdeburger Ballspiel-Vereine      |
| FC Victoria Hamburg         | Meister des Hamburg-Altonaer Fußball-Bundes              |
| FuCC Eintracht Braunschweig | Meister des Fußballbundes für das Herzogtum Braunschweig |
| Hannoverscher FC 1896       | Meister des Verbandes Hannoverscher Ballspiel-Vereine    |
| Duisburger SpV              | Meister des Rheinisch-Westfälischen Spielverbandes       |
| Karlsruher FV               | Meister des Verbandes Süddeutscher Fußball-Vereine       |

## Ausscheidungsrunde

### 1. Runde
| Datum         |                             | Ergebnis             |                       | Stadion                                   |
| ------------- | --------------------------- | -------------------- | --------------------- | ----------------------------------------- |
| 9. April 1905 | SC Schlesien Breslau        | 5:1 (0:0)            | SC Alemannia Cottbus  | Dresden, DSC-Platz an der Nossener Brücke |
| 9. April 1905 | FuCC Eintracht Braunschweig | 3:2 n. V. (2:2, 2:0) | Hannoverscher FC 1896 | Magdeburg, Platz von Viktoria 96          |

Nach einem souveränen Sieg gegen Alemannia Cottbus, bei dem die Tore nicht aufgezeichnet wurden, verzichtete Schlesien Breslau eine Woche später wegen zu hoher Reisekosten auf die Teilnahme am Spiel gegen Viktoria 96 in der zweiten Runde.
Eintracht Braunschweig ging im ersten landesweiten Meisterschaftsspiel gegen den späteren Erzrivalen Hannover 96 in der 15. Minute durch Rudolf Detmar in Führung, bis zur Pause stand es 2:0 dank Wilhelm Kämpfer. Doch in der zweiten Hälfte kamen die Hannoveraner mit Toren von Stanley Dobinson und Wilhelm Bühring zurück und erzwangen die Verlängerung. In dieser siegte die Eintracht mit einem weiteren Tor von Detmar in der 110. Minute.

### 2. Runde
| Datum          |                             | Ergebnis             |                            | Stadion                          |
| -------------- | --------------------------- | -------------------- | -------------------------- | -------------------------------- |
| 16. April 1905 | Magdeburger FC Viktoria 96  | ausgefallen          | SC Schlesien Breslau       | Leipzig, Sportplatz Leipzig      |
| 30. April 1905 | FuCC Eintracht Braunschweig | 2:1 n. V. (1:1, 0:0) | Magdeburger FC Viktoria 96 | Berlin-Tempelhof, Germania-Platz |

Durch den Zweitrundenverzicht von Schlesien Breslau hätten eigentlich die Teams aus Magdeburg und Braunschweig bereits im Viertelfinale gestanden, doch ließ sie der Spielausschuss nunmehr in einer neu angesetzten Qualifikation gegeneinander antreten, so dass die Eintracht drei Wochen später ein zusätzliches Spiel absolvieren musste:
Hans Adam brachte die Magdeburger in der 61. Minute gegen die Eintracht aus Braunschweig in Führung. Doch schon sieben Minuten später fiel durch einen umstrittenen Elfmeter, verwandelt von Kurt Hagemann, der Ausgleich. Etwa in der 80. Minute gab es für den Magdeburger Geyer einen Platzverweis. Es folgte eine Verlängerung, in der Wilhelm Kämpfer in der 106. Minute das Siegtor zum Viertelfinale schoss.

## Viertelfinale
| Datum        |                             | Ergebnis    |                             | Stadion                              |
| ------------ | --------------------------- | ----------- | --------------------------- | ------------------------------------ |
| 7. Mai 1905  | FuCC Eintracht Braunschweig | ausgefallen | VfB Leipzig                 |                                      |
| 14. Mai 1905 | Berliner TuFC Union 92      | 4:1 (0:1)   | FuCC Eintracht Braunschweig | Magdeburg, Platz von Viktoria 96     |
| 28. Mai 1905 | Karlsruher FV               | 1:0 (1:0)   | Duisburger SpV              | Hanau, Exerzierplatz Hanau           |
| 28. Mai 1905 | Dresdner SC                 | 5:3 (2:2)   | FC Victoria Hamburg         | Tempelhof bei Berlin, Germania-Platz |

Der amtierende Meister VfB Leipzig zog sich zurück und verzichtete aus Kostengründen auf sein Spiel. Den Braunschweigern wurde daraufhin vom DFB für die folgende Woche die Mannschaft von Union 92 als Gegner zugeteilt, die bis dato für das Viertelfinale ein Freilos gezogen hatte.
Die Eintracht konnte zwar zunächst überraschend durch Wilhelm Kämpfer in Führung gehen und diese bis zur Halbzeitpause halten, doch schon zwei Minuten nach Wiederanpfiff glichen die Berliner mit Alfred Wagenseil aus. Darauf folgten zwei Tore von Willi Pisara in der 56. und der 66. Minute. Schließlich schoss Reinhold Bock noch das 4:1.
In einer engen Partie entschied zwei Wochen später der Favorit Karlsruher FV das zweite Viertelfinale gegen den Duisburger SpV für sich. Nach zwei Jahren war es der erste Meisterschaftssieg für die bisher glücklosen Karlsruher, die danach sogar ein Freilos für das Endspiel bekamen. Den Siegtreffer hatte Julius Zinser in der ersten Hälfte besorgt.
Im letzten Viertelfinale führte Victoria Hamburg dank Hermann Garrn bereits nach vier Minuten gegen den Dresdner SC. Dieser drehte jedoch etwa eine Viertelstunde später durch einen Doppelschlag von Arno Neumann innerhalb von fünf Minuten die Partie. Kurz vor Ende der ersten Halbzeit folgte der Hamburger Ausgleich durch Berthold Hagenah; doch nach dem Seitenwechsel erzielte der Dresdner Reinhard Richter in der 48. und 50. Minute erneut zwei schnelle Tore für seinen Verein. Zehn Minuten später verkürzte Max Fricke für die Hamburger auf 3:4. In der Schlussphase fiel allerdings die Entscheidung für die Dresdner mit dem 5:3 von Arno Große.

## Halbfinale
| Datum        |               | Ergebnis  |                        | Stadion                     |
| ------------ | ------------- | --------- | ---------------------- | --------------------------- |
| 4. Juni 1905 | Dresdner SC   | 2:5 (0:3) | Berliner TuFC Union 92 | Leipzig, Sportplatz Leipzig |
|              | Karlsruher FV | Freilos   |                        |                             |

Der Dresdner SC war gegen die Favoriten der Union deutlich unterlegen. In der 20. Minute brachte Paul Herzog die Berliner in Führung. Nach weiteren Treffern von Herzog und Fröhde stand es schon nach der ersten Halbzeit 3:0. Auch in der zweiten Halbzeit schoss Herzog ein Tor und komplettierte damit seinen Dreierpack. Reinhard Richter konnte bei dieser Niederlage jedoch noch zwei Ehrentreffer erzielen, mit denen er zum Torschützenkönig der Endrunde wurde. Zwischenzeitlich hatte Willi Pisara außerdem mit seinem dritten Endrundentreffer zum 4:1 getroffen.

## Finale
| Berliner TuFC Union 92 | Berliner TuFC Union 92 | Karlsruher FV | Karlsruher FV |
| --- | --- | --- | ------------- |
| Berliner TuFC Union 92 | \| Sonntag, 11. Juni 1905 in Köln (Weidenpescher Park) \| \| Ergebnis: 2:0 (1:0) \| \| Zuschauer: 3.500 \| \| Schiedsrichter: Reginald Westendarp (Hamburg) 00000Spielbericht Der Karlsruher FV, in dessen Reihen sich zwei Niederländer sowie der spätere Vizepräsident und Generalsekretär der FIFA Ivo Schricker befanden, war gegen die Berliner TuFC Union 92 chancenlos. Bereits in den Spielen zuvor hatte der kommende Meister mit jeweils drei Toren Unterschied überlegen gewonnen. Obwohl man freiwillig den vom Vorabend angetrunkenen Stammtorhüter Paul Eichelmann aus disziplinarischen Gründen gesperrt hatte und Thiel keinen Urlaub bekam, konnte ein souveräner Sieg eingefahren werden. Bereits nach zehn Minuten besorgte Alfred Wagenseil die Führung. Kurz nach dem Seitenwechsel erzielte dann Torschützenkönig Paul Herzog mit seinem vierten Endrundentreffer das 2:0. Nachdem schon ein Jahr zuvor ein Berliner Team das Finale erreicht hatte, begann damit, auch wenn dies der einzige Titel für die Union bleiben sollte, eine bis Anfang der 1920er Jahre anhaltende Dominanz von Berliner Mannschaften. \| | \| Sonntag, 11. Juni 1905 in Köln (Weidenpescher Park) \| \| Ergebnis: 2:0 (1:0) \| \| Zuschauer: 3.500 \| \| Schiedsrichter: Reginald Westendarp (Hamburg) 00000Spielbericht Der Karlsruher FV, in dessen Reihen sich zwei Niederländer sowie der spätere Vizepräsident und Generalsekretär der FIFA Ivo Schricker befanden, war gegen die Berliner TuFC Union 92 chancenlos. Bereits in den Spielen zuvor hatte der kommende Meister mit jeweils drei Toren Unterschied überlegen gewonnen. Obwohl man freiwillig den vom Vorabend angetrunkenen Stammtorhüter Paul Eichelmann aus disziplinarischen Gründen gesperrt hatte und Thiel keinen Urlaub bekam, konnte ein souveräner Sieg eingefahren werden. Bereits nach zehn Minuten besorgte Alfred Wagenseil die Führung. Kurz nach dem Seitenwechsel erzielte dann Torschützenkönig Paul Herzog mit seinem vierten Endrundentreffer das 2:0. Nachdem schon ein Jahr zuvor ein Berliner Team das Finale erreicht hatte, begann damit, auch wenn dies der einzige Titel für die Union bleiben sollte, eine bis Anfang der 1920er Jahre anhaltende Dominanz von Berliner Mannschaften. \| | Karlsruher FV |
| Berliner TuFC Union 92 | Willy Krüger – Otto Kähne, Alexander Bock I – Felix Jurga, Kurt Heinrich , Emil Reinke – Reinhold Bock II, Alfred Wagenseil, O. Fröhde, Paul Herzog, Willi Pisara | Willem Christiaan Schierbeek – Fritz Gutsch, Jacques Johannes Bouvy – Wilhelm Langer I, Ivo Schricker , Max Schwarze – Hans Ruzek, Louis Heck, Rudolf Wetzler, Julius Zinser, A. Holdermann | Karlsruher FV |
| Berliner TuFC Union 92 | 1:0 Wagenseil (10.) 2:0 Herzog (50.) | | Karlsruher FV |
| Sonntag, 11. Juni 1905 in Köln (Weidenpescher Park) | | |               |
| Ergebnis: 2:0 (1:0) | | |               |
| Zuschauer: 3.500 | | |               |
| Schiedsrichter: Reginald Westendarp (Hamburg) 00000Spielbericht Der Karlsruher FV, in dessen Reihen sich zwei Niederländer sowie der spätere Vizepräsident und Generalsekretär der FIFA Ivo Schricker befanden, war gegen die Berliner TuFC Union 92 chancenlos. Bereits in den Spielen zuvor hatte der kommende Meister mit jeweils drei Toren Unterschied überlegen gewonnen. Obwohl man freiwillig den vom Vorabend angetrunkenen Stammtorhüter Paul Eichelmann aus disziplinarischen Gründen gesperrt hatte und Thiel keinen Urlaub bekam, konnte ein souveräner Sieg eingefahren werden. Bereits nach zehn Minuten besorgte Alfred Wagenseil die Führung. Kurz nach dem Seitenwechsel erzielte dann Torschützenkönig Paul Herzog mit seinem vierten Endrundentreffer das 2:0. Nachdem schon ein Jahr zuvor ein Berliner Team das Finale erreicht hatte, begann damit, auch wenn dies der einzige Titel für die Union bleiben sollte, eine bis Anfang der 1920er Jahre anhaltende Dominanz von Berliner Mannschaften. | | |               |

## Die Meistermannschaft des Berliner TuFC Union 92

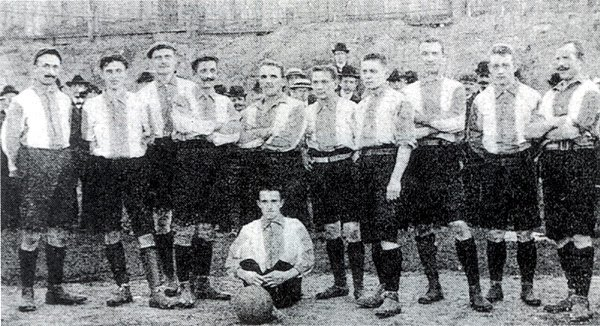
Meistermannschaft des Berliner TuFC Union 92.
Heinrich, Reinke, Kähne, Wagenseil, Herzog, Girulatis, A. Bock, Thiel, Pisara, Jurga; vorne: Krüger

Nachfolgend ist die Meistermannschaft mit Einsätzen und Toren der Spieler angegeben.
| Berliner TuFC Union 92            | |
| Wappen des Berliner TuFC Union 92 | - Tor: Willy Krüger (2/-), Paul Eichelmann (1/-) - Abwehr: Alexander Bock I (3/-), Otto Kähne (3/-) - Mittelfeld: Kurt Heinrich (3/-), Felix Jurga (3/-), Emil Reinke (2/-), Reinhard Thiel (1/-) - Sturm: Reinhold Bock II (3/1), O. Fröhde (3/1), Richard Girulatis (1/-), Paul Herzog (3/4), Willi Pisara (3/3), Alfred Wagenseil (2/2) - Trainer: – |

## Torschützenliste
Insgesamt sind 6 Torschützen von Schlesien Breslau (5) und Alemannia Cottbus (1) unbekannt.
| Spieler | Spieler                | Verein                      | Spiele | Tore |
| ------- | ---------------------- | --------------------------- | ------ | ---- |
| 1.      | Reinhard Richter       | Dresdner SC                 | 2      | 4    |
| 2.      | Paul Herzog            | Berliner TuFC Union 92      | 3      | 4    |
| 3.      | Wilhelm Kämpfer        | FuCC Eintracht Braunschweig | 3      | 3    |
| 3.      | Willi Pisara           | Berliner TuFC Union 92      | 3      | 3    |
| 5.      | Arno Neumann           | Dresdner SC                 | 2      | 2    |
| 5.      | Alfred Wagenseil       | Berliner TuFC Union 92      | 2      | 2    |
| 7.      | Rudolf Detmar          | FuCC Eintracht Braunschweig | 3      | 2    |
| 8.      | Hans Adam              | Magdeburger FC Victoria 96  | 1      | 1    |
| 8.      | Wilhelm Bühring        | Hannoverscher FC 96         | 1      | 1    |
| 8.      | Stanley Raine Dobinson | Hannoverscher FC 96         | 1      | 1    |
| 8.      | Max Fricke             | FC Victoria Hamburg         | 1      | 1    |
| 8.      | Hermann Garrn          | FC Victoria Hamburg         | 1      | 1    |
| 8.      | Berthold Hagenah       | FC Victoria Hamburg         | 1      | 1    |
| 14.     | Arno Große             | Dresdner SC                 | 2      | 1    |
| 14.     | Julius Zinser          | Karlsruher FV               | 2      | 1    |
| 16.     | Reinhold Bock          | Berliner TuFC Union 92      | 3      | 1    |
| 16.     | O. Fröhde              | Berliner TuFC Union 92      | 3      | 1    |
| 16.     | Kurt Hagemann          | FuCC Eintracht Braunschweig | 3      | 1    |